# 김영준 (2000년)
김영준(한국 한자: 金映俊, 2000년 5월 2일 ~ )은 대한민국의 축구 선수로, 포지션은 공격수이다. 현재 김포 FC 소속이다.

## 유소년 시절
서울숭곡초등학교에서 처음 본격적으로 축구를 배우기 시작했고 이후 수원 삼성 블루윙즈 유스팀어서 활약했다. 어린시절 부상이 많았고 심지어 1년을 쉬게 된 적도 있어 항상 최악의 상황에 준비했다. 그러다 매탄고 3학년 때 장기 부상을 당해 재활에 전념하던 중 고양 FC U-18의 감독인 이용권 감독의 도움으로 축구를 다시 시작하게 되었다.
대학 진학 이후 또다시 부상을 당하며 이제는 정말 축구를 그만두어야 할지에 대해서 고민하게 되었다가 끝까지 해 보고 싶다는 마음으로 선수 재기 전문 독립 구단인 TNT FC에 들어가서 세미프로 팀인 포천시민축구단의 입단에 성공하게 된다.

## 클럽 경력
K4리그에 대한 정보도 많지 않고 낮은 단계의 리그이기에 리그에 대한 큰 기대를 갖지 않았었지만 실제로 만나 본 선수들 대부분이 프로에서 활약하던 좋은 선수들이 많았다.그 선수들한테서 몸 관리법이나 프로 시절의 이야기 등을 들으면서 지냈고 후에 인터뷰에서 이 때가 자신의 축구 실력이 제일 많이 늘었을 때라고 회상했다. 하지만 적은 급료와 프로 진출에 대한 꿈 때문에 팀을 떠나고 싶어 했으며 특히 박승욱 선수와 김범수 선수를 보며 꿈을 키웠고 이후 K4리그 우승과 K3리그 영플레이어상을 받는 등의 활약을 통해 드디어 프로 무대인 대구 FC에 입단하게 되었다.

## 플레이 스타일
인터뷰에서 밝히기를 공격수지만 많은 활동랑을 통해 주위 선수들에게 공격 기회를 만들어주며 수비 가담까지 참여하며 공격 상황에서는 최대한 간결한 플레이를 하도록 노력한다고 한다.

## 수상 내역

### 대회 기록
매탄중학교 (2013 ~ 2015)
- 춘계 한국중등축구연맹전 ● 우승: 2015
- 추계 한국중등축구연맹전 ● 우승: 2015
- 전국소년체육대회 ● 우승: 2015[2]

매탄고등학교 (2016 ~ 2017)
- 전국 고등 축구리그 왕중왕전 ● 우승: 2017

## 참고 자료
- 매탄고 출신’ 포천 김영준 “김범수처럼 기적 꿈꿔요” - Kfa Live
- 매탄고 출신’ 포천 김영준 “K4리그, 어린 선수 성장하기에 정말 좋은 무대” - Kfa Live
- '역행자' 꿈꾸는 대구FC 김영준 "응원가 울려 퍼지는 홈에서 득점하고 싶다" - 스포츠니어스